# 縫紉機

缝纫机双线连锁缝法的演示动画

缝纫机（sewing machine）是使用缝纫线在缝料上形成线迹，使缝料交织或缝合起来的机器，或是将纺织品裁片按缝合方式联结或固结的加工设备。一般家用缝纫机又称裁縫機、縫衣機，是做针线活的机器，一般用脚蹬，也有用手摇或用电动机做动力的。
缝纫机粵語稱“衣車”，台語多跟隨日語稱“mishin”（ミシン）或稱“針車”。缝纫机分为平缝车（平车）与高头车（高车），前者用于薄料缝制，后者用于开口小比较深的立体产品的缝制。
缝纫机在第一次工业革命期间发明，主要目的是减少制衣工厂手工缝纫的工作量。一般认为，缝纫机是在1790年由英国人聖托馬斯（Thomas Saint）发明的。从那时起，缝纫机大大提高了纺织和制衣产业的生产效率。
1832年美國沃爾特·亨特發明lockstitch.。
在1950年代後期的中國，缝纫机成為所謂的四大件之一。

## 圖片

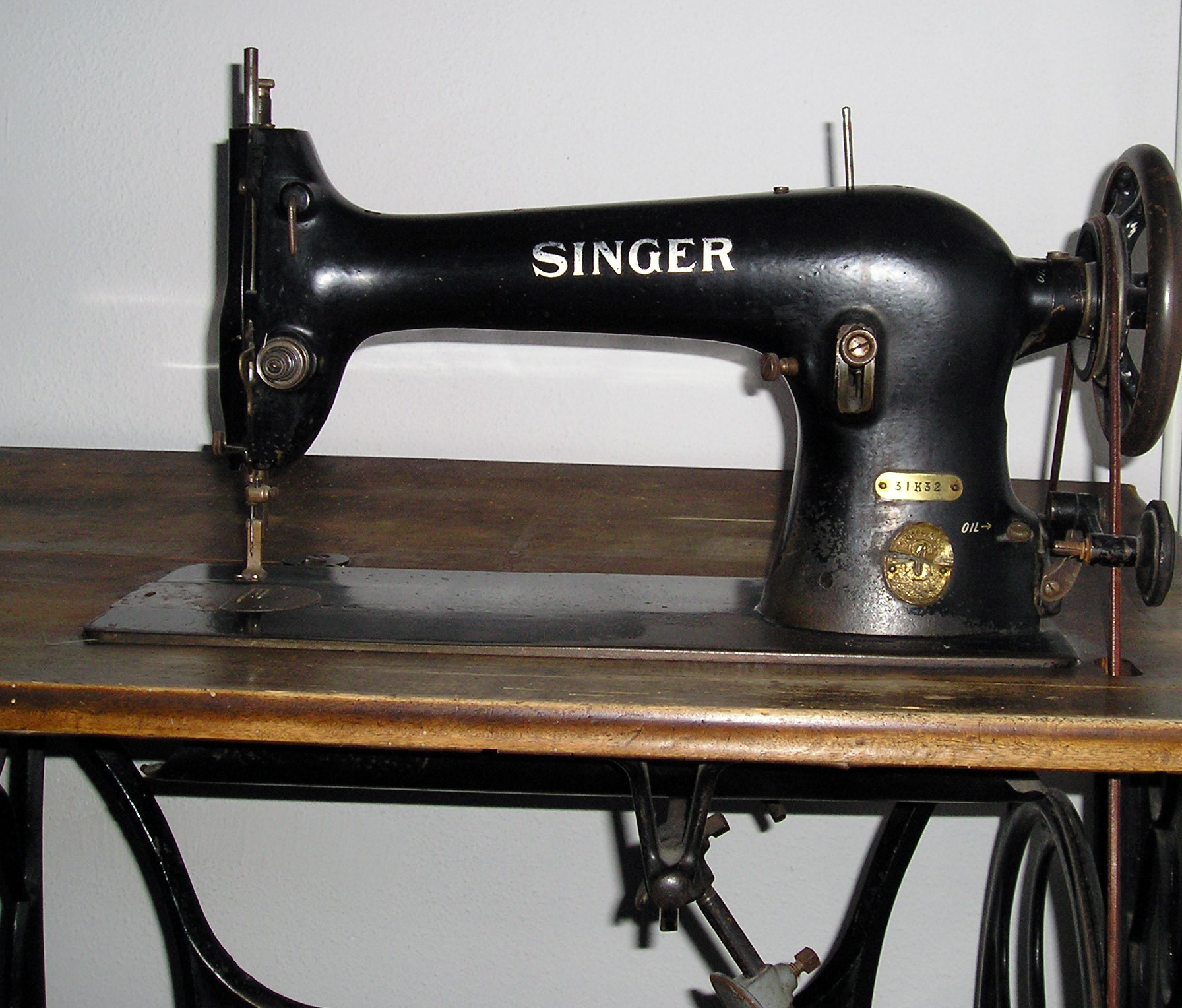
勝家牌縫紉機
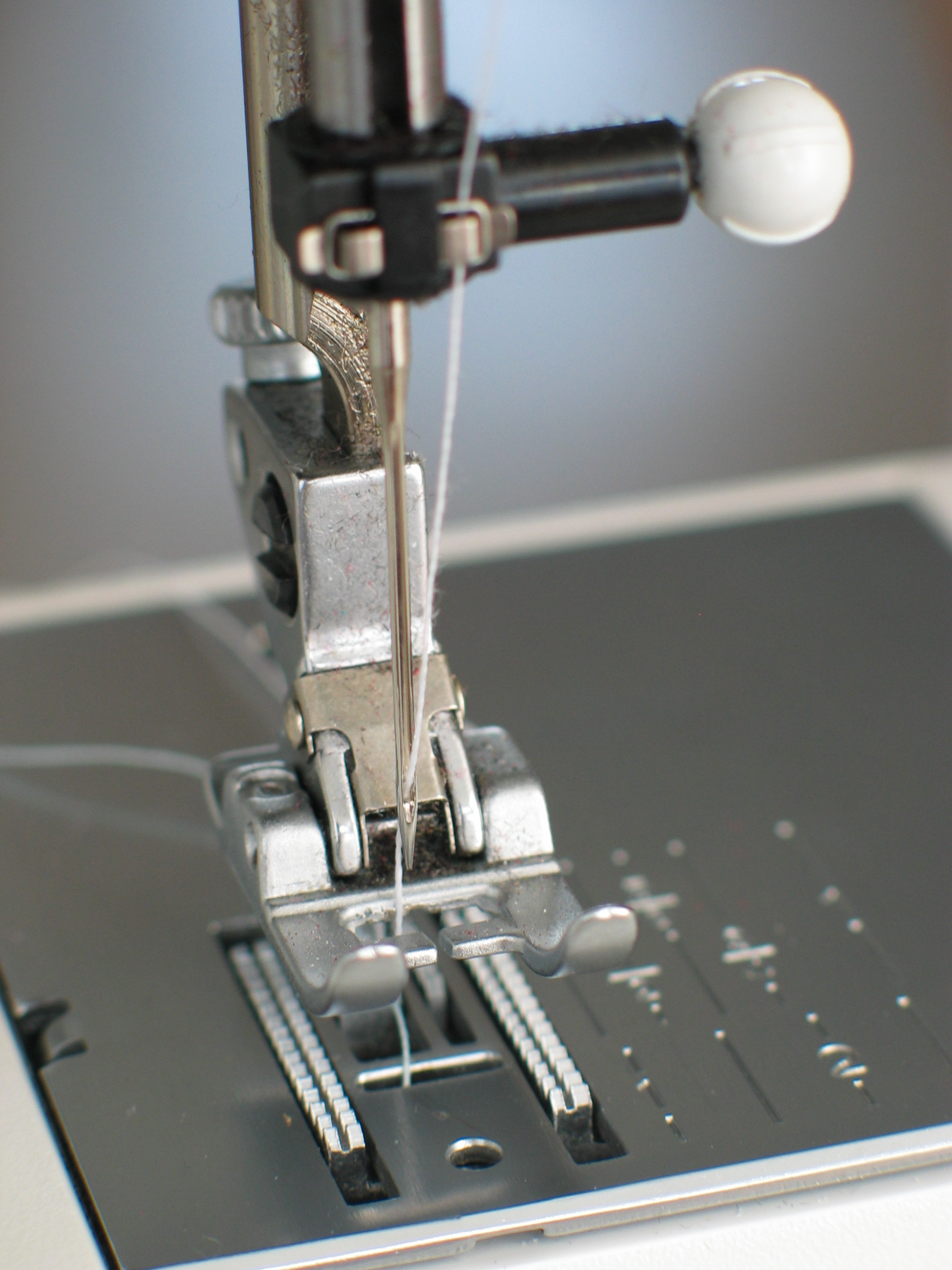
縫紉機的機頭
缝纫机运作流程動畫